# Golpe de Estado em Cuba de 1933
O Golpe de Estado em Cuba em 1933 ou Revolta dos Sargentos foi um conflito armado liderado por uma fração rebelde em Havana, Cuba, liderada pelo General Fulgencio Batista, com a intenção de derrubar a presidência de Ramón Grau San Martín.
As políticas autoritárias de Gerardo Machado e a crise de 1929 mergulharam Cuba numa das piores crises econômicas e sociais que já ocorreram na ilha, o que gerou várias manifestações de estudantes e trabalhadores que obrigaram Machado a renunciar. Com sua queda, tornou-se presidente interino Ramón Grau San Martín que também teve de renunciar, quando em setembro de 1933, Fulgencio Batista lidera a Revolta dos Sargentos, assumindo o controle do país.
O golpe marcou o início da influência do exército como uma força organizada no comando do governo; também sinalizou a emergência de Batista como chefe das forças armadas, líder de facto e favorito de Washington.